# Libor Žůrek
Libor Žůrek (Kojetín, 2 novembre 1979) è un calciatore ceco, attaccante dell'ASV Spratzern.

## Palmarès

### Club

#### Competizioni nazionali
- Campionato ceco: 1

Baník Ostrava: 2003-2004
- Pohár ČMFS: 1

Baník Ostrava: 2004-2005